# Saemien Sijte
Denna artikel handlar om samemuseet Saemien sijte. För Saemien sijte på Skansen, se Samevistet på Skansen.
Saemien Sijte är ett kulturcentrum och nationellt museum för sydsamisk historia och kultur, som ligger i Snåsa i Trøndelag fylke, Norge.
Vid sidan av museiverksamheten arbetar Saemien Sijte också med kulturfrågor som har som mål att stärka den sydsamiska identiteten och gemenskapskänslan. Snåsa är ett kärnområde för sydsamiska, och 2008 blev kommunen, som den första i det sydsamiska området, därmed officiellt tvåspråkigt. I kommunen finns också den sydsamiska skolan Åarjel-saemiej skuvle. 
Saemien Sijtes första byggnad stod färdig i juli 1979 och invigdes officiellt i oktober 1980. En ny museibyggnad, ritad av Tyin tegnestue arkitekter, invigdes i juni 2022 på udden Horjemstangen i Snåsavatnet.
I Saemien Sijtes byggnad är Sametingets förvaltning, Nord-Trøndelag reinsamelag och Duodjeinstituhtta hyresgäster.
Saemien Sijte förvaltar också sedan 2017 hällristningsfältet Bølareinen vid södra sidan av Snåsavatnet i Steinkjers kommun. 
Museet mottog Nord-Trøndelag fylkes kulturpris for 2017.

## Organisation
Foreningen Saemien Sijte bildades 1964 i syfte att grunda ett samiskt kulturhus och museum i Snåsa i sydsamiskt område, med en samling av bruksföremål, samiska byggnader, duodji och andra föremål av kulturellt och historiskt intresse som skulle kunna ge en bild av sydsamiskt liv och historia. Utgångspunkten för museet var ett antal bruksföremål som testamenterats av Anna Dærga (1898–1963).
Saemien Sijte är från 2006 ombildat till en stiftelse, vilken bildades av Sametinget och föreningen tillsammans. Museibyggnaden övergick i stiftelsens ägo.

## Publikationer
- Sedan 1983 ges boken Åarjel-saemieh (Samer i syd) ut vart tredje år.
- Skriftserien Dovletje – kildeskrifter til sørsamisk historie, redigerad av Anders Løøv.